# Ranga (statystyka)
Ranga – numer kolejny obserwacji statystycznej w próbie po uporządkowaniu obserwacji według wartości jednej ze zmiennych. Zwykle stosuje się uporządkowanie rosnące i numerowanie od 1.
Zastąpienie zmiennej przez wyliczone według niej rangi jest operacją zwaną rangowaniem. Rangowanie jest zwykle stosowane w celu uniezależnienia się od rozkładu zmiennej oraz możliwych wystąpień obserwacji odstających. Pozwala ono również na stosowanie metod statystycznych w odniesieniu do zmiennych porządkowych, a nie tylko przedziałowych i ilorazowych. Rangowanie jest też pierwszym krokiem wielu metod statystyki nieparametrycznej, tzw. metod rangowych, takich jak np. korelacja rangowa.
Rangowanie można zastosować do wielu zmiennych w próbie, porządkując każdą zmienną z osobna, nadając odpowiednie rangi, a następnie wracając do pierwotnego ustawienia obserwacji.

## Rangi wiązane
W przypadku występowania obserwacji o równej wartości rangowanej zmiennej (tzw. rangi wiązane, ang. tied ranks), zwykle wszystkim tym obserwacjom przypisuje się identyczną rangę, równą średniej z ich numerów kolejnych. Stąd rangi mogą mieć wartości niecałkowite.
Pakiety statystyczne posiadają też możliwość traktowania rang wiązanych w inny sposób, np.
- przez przypisanie im największego lub najmniejszego numeru kolejnego z danej serii (co jednak zmienia średnią wyniku),
- przez przypisanie numerów kolejnych bez zważania na rangi wiązane (wówczas wyniki rangowania zależą nie tylko od wartości rangowanej zmiennej, ale i od kolejności obserwacji w tabeli).

## Przykład
W pięcioelementowej próbie znajdują się następujące obserwacje zmiennej {\displaystyle x{:}}
{\displaystyle x_{1}=0{,}96;\ x_{2}=2{,}43;\ x_{3}=0{,}96;\ x_{4}=0{,}2;\ x_{5}=3{,}5.}
Po posortowaniu według wartości x, uzyskujemy kolejność:
{\displaystyle x_{4}=0{,}2;\ x_{1}=0{,}96;\ x_{3}=0{,}96;\ x_{2}=2{,}43;\ x_{5}=3{,}5.}
Jak widać obserwacje {\displaystyle x_{1}} i {\displaystyle x_{3}} mają tę samą wartość zmiennej {\displaystyle x.} Rangi zmiennej {\displaystyle x{:}}
{\displaystyle r_{4}=1;\ r_{1}=2{,}5;\ r_{3}=2{,}5;\ r_{2}=4;\ r_{5}=5.}
Po przywróceniu pierwotnej kolejności obserwacji w zbiorze:
{\displaystyle r_{1}=2{,}5;\ r_{2}=4;\ r_{3}=2{,}5;\ r_{4}=1;\ r_{5}=5.}

## Rozkład rang
Jeśli rangom wiązanym nadano wartości średnie, średnia rang wynosi:
{\displaystyle {\overline {r}}={\frac {n+1}{2}}.}
Wariancja rang wynosi:
{\displaystyle \operatorname {var} \ \operatorname {r} ={\frac {n(n+1)}{12}}-{\frac {T'}{n-1}},}
gdzie:
{\displaystyle T'={\frac {1}{12}}\sum _{j}(t_{j}^{3}-t_{j}),}
{\displaystyle t_{j}} jest liczbą obserwacji w próbie posiadających tę samą {\displaystyle j}-tą wartość rangi zmiennej {\displaystyle X,} a sumowanie przebiega po wszystkich wartościach rang. Wystarczy zsumować rangi wiązane, bo dla pozostałych {\displaystyle t_{j}^{3}-t_{j}=1^{3}-1=0.}
Gdy nie ma rang wiązanych, {\displaystyle T'} jest równe zeru i wariancja rang zależna jest wyłącznie od liczności próby, a rangi mają rozkład jednostajny dyskretny. Ta właściwość jest podstawą wielu typowych metod rangowych, takich jak rho Spearmana. Sprawia ona także, iż metody rangowe są odporne na obserwacje odstające.

## Rangi regularne, ułamkowe i procentowe
Opisane powyżej rangi zwane są regularnymi. Stosowane są też rangi ułamkowe – powstałe przez podzielenie rang regularnych przez liczbę obserwacji danej zmiennej (z wyłączeniem brakujących danych), oraz rangi procentowe, czyli rangi ułamkowe wyrażone w procentach.
Stosowanie rang ułamkowych i procentowych ma sens w przypadku zbiorów z brakami danych. Wówczas rangi ułamkowe i procentowe zapewniają lepszą od rang regularnych porównywalność zmiennych o różnym udziale brakujących danych.
Rangi ułamkowe przy braku rang wiązanych są równe dystrybuancie empirycznej. W nieskończonej populacji nie ma rang wiązanych, co sprawia, że wiele metod rangowych ma swoje odpowiedniki wyrażone za pomocą dystrybuant (np. rho Spearmana).

## Przekształcanie rang
Jak napisano wcześniej, zmienne porangowane (przy braku rang wiązanych) mają rozkład jednostajny dyskretny. Z drugiej strony wiele klasycznych metod statystycznych dostosowanych jest do rozkładu normalnego. Stąd niekiedy stosuje się dodatkowe przekształcenie rang, które zapewnia wymagany rozkład.
Dla rozkładu normalnego stosowane są wzory:
- Bloma[1] (najdokładniejsze z wymienionych):

{\displaystyle y_{i}=\Phi ^{-1}\left({\frac {r_{i}-{\tfrac {3}{8}}}{n+{\tfrac {1}{4}}}}\right),}
- Tukeya[2]:

{\displaystyle y_{i}=\Phi ^{-1}\left({\frac {r_{i}-{\tfrac {1}{3}}}{n+{\tfrac {1}{3}}}}\right)}
- Van der Waerdena (używane do nieparametrycznych testów położenia):

{\displaystyle y_{i}=\Phi ^{-1}\left({\frac {r_{i}}{n+1}}\right),}
gdzie:
- {\displaystyle \Phi ^{-1}} – odwrotna dystrybuanta rozkładu normalnego,
- {\displaystyle r_{i}} – ranga {\displaystyle i}-tej obserwacji,
- {\displaystyle n} – liczba niepustych obserwacji w danej zmiennej.

W przypadku istnienia w zbiorze rang wiązanych, należy powyższe wzory zastosować najpierw i dopiero potem uśrednić ich wyniki.
Przekształcenia te są stosowane głównie w testach położenia (ANOVA, testy równości wartości oczekiwanych itp.).
Aby otrzymać rozkład wykładniczy stosuje się wzór Savage’a:
{\displaystyle y_{i}=\sum \limits _{j=1}{r_{i}}{\frac {1}{n-j+1}}-1.}
Jest on stosowany do testów równości parametru skali w rozkładzie wykładniczym oraz testów równości parametru położenia w rozkładzie wartości ekstremalnych.
Dla testów skali stosowane są też inne przekształcenia rang:
- Klotza:

{\displaystyle y_{i}=\left(\Phi ^{-1}\left({\frac {r_{i}}{n+1}}\right)\right)^{2}}
- Siegela-Tukeya, obliczane według schematu:

{\displaystyle y_{i}=1} dla {\displaystyle r_{i}=1}
{\displaystyle y_{i}=2} dla {\displaystyle r_{i}=n}
{\displaystyle y_{i}=3} dla {\displaystyle r_{i}=n-1}
{\displaystyle y_{i}=4} dla {\displaystyle r_{i}=2}
{\displaystyle y_{i}=5} dla {\displaystyle r_{i}=3}
{\displaystyle y_{i}=6} dla {\displaystyle r_{i}=n-2}
{\displaystyle y_{i}=7} dla {\displaystyle r_{i}=n-3}
{\displaystyle y_{i}=8} dla {\displaystyle r_{i}=4}
itd.
- Ansari-Bradleya:

{\displaystyle y_{i}={\frac {n+1}{2}}-\left|r_{i}-{\frac {n+1}{2}}\right|}
- Mooda:

{\displaystyle y_{i}=\left(r_{i}-{\frac {n+1}{2}}\right)^{2}}